# Adelinde Cornelissen
Adelinde Cornelissen (Beilen, 8 de julho de 1979) é uma adestradora holandesa. 

## Carreira
Adelinde Cornelissen representou seu país nos Jogos Olímpicos de 2008 e 2012, na qual conquistou no adestramento individual a medalha de prata, e bronze por equipes em 2012. 

## Ligações Externas
Sitio Oficial